# David Wilcox
Pour les articles homonymes, voir Wilcox.
David Karl William Wilcox, né le 13 juillet 1949 à Montréal, est un musicien canadien.
Il est le père de Simon Wilcox.

## Biographie
Né à Montréal, Wilcox s'inspire d'Elvis Presley dès l'âge de six ans. Il commence à jouer de la guitare à sept ans et donne son premier concert en direct (devant une salle d'anciens détenus) à douze ans. Il abandonne l'école secondaire.
En 1970, Wilcox remplace Amos Garrett (en) dans le groupe de Ian et Sylvia Tyson, Great Speckled Bird. Il devient choriste pour des artistes comme Maria Muldaur, Todd Rundgren, Paul Butterfield ou encore, entre autres John Paul Jones avant de commencer une carrière solo. En 1973, après deux disques, il quitte Great Speckled Bird.
Membre des Rhythm Rockets, un groupe dans lequel Dennis Stillwell Martin chante et joue de l'harmonica et de la guitare, il fait ensuite ses débuts sur des scènes locales avec les Teddy Bears, dans le rôle d'un personnage tape-à-l'œil avec une moustache cirée surdimensionnée, un costume ample et une fleur sur son revers.
Le premier album de David Wilcox, un album solo intitulé Out of the Woods, sort en 1977. Out of the Woods produit trois hits : « Do the Bearcat », « Bad Apple » et « That Hypnotizin' Boogie ». Il signe avec Capitol Records en 1982, qui réédite Out of the Woods. L'album devient disque d'or.
Son deuxième album, My Eyes Keep Me in Trouble, sort en 1983. Il comprend les titres « Downtown Came Uptown » et « Riverboat Fantasy ». Il devient aussi disque d'or. Une série de tournées suit l'album.
Motivé par le succès de sa tournée et ses deux disques d'or, Wilcox retourne en studio en 1984 pour enregistrer Bad Reputation. Un an plus tard, il sort The Best of David Wilcox, son premier album de compilation. Il est honoré du prix COCA (l'Organisation canadienne des activités de campus) comme artiste de l'année (1985).
À la fin des années 1980, Wilcox s'éloigne de son approche brute du live en studio, pour adopter un son rock plus moderne. L'album Breakfast at the Circus (1987) contient Layin' Pipe et The Song He Never Wrote. Après d'autres tournées, il revient avec The Natural Edge en 1989. L'album contient la chanson titre, The Natural Edge, Lay Down in Your Arms, Ivory Tower, Pop Out World et le titre d'ouverture Still Life.
En 1993, Wilcox sort un coffret intitulé The Collected Works 1977–1993. Il contient des versions live de « That Hypnotizin' Boogie » et « Trip Out Tonight ». Il contient également des morceaux inédits tels que « Needle in a Haystack » et « The Groove ».
Thirteen Songs, sorti en 1996, propose de la musique acoustique jouée par un petit groupe. L'album, enregistré aux Metalworks Studios de Mississauga, en Ontario, est composé de morceaux de jazz au saxophone et à l'orgue (« Rainy Night Saloon »), de country (« Shotgun City ») et de blues (« Three Past Midnight »). Il sort Greatest Hits Too en 1997, une grande partie de l'album ayant été produite par lui.
Colin Linden (en) produit l'album Rhythm of Love qui est publié sur Stony Plain Records. Il compred « Play That Guitar Rag », « Easy Like Rain » et « Rattlesnakin' Daddy ». En 2003, Wilcox publie Rockin' the Boogie: The Best of Blues and Boogie. En 2007, il sort Boy in the Boat.
Il participe avec James Burton, Albert Lee et Amos Garrett, en 2013, à un concert qui est ensuite publié sous le titre de l'album live Guitar Heroes sur Stony Plain. Cet été-là, il se produit également au TD Kitchener Blues Festival.

## Discographie

### Avec Great Speckled Bird
- You Were on My Mind (1972)
- Ol' Eon (1973)

### Solo
- Out of the Woods (1977)[6] #21 (on 1982 reissue)
- My Eyes Keep Me in Trouble (1983) #40
- Bad Reputation (1984) #63
- Breakfast at the Circus (1987) #29
- The Natural Edge (1989) #59
- Thirteen Songs (1996)
- Rhythm of Love (2000)
- Boy in the Boat (2007)
- Guitar Heroes (2015)

### Compilations
- The Best of David Wilcox (1985) #90
- Over 60 Minutes With ... David Wilcox (1987)
- The Collected Works 1977 ; 1993 (1993)[7]
- Greatest Hits Too (1997)
- Rockin’ The Boogie: The Best of Blues and Boogie (2003)

### Singles
| Titre                   | Année | Classement | Album                         |
| Titre                   | Année | CAN        | Album                         |
| ----------------------- | ----- | ---------- | ----------------------------- |
| Bad Apple               | 1980  | —          | Out of the Woods              |
| Bump Up Ahead           | 1980  | —          | Out of the Woods              |
| Hot Hot Papa            | 1980  | —          | Out of the Woods              |
| When You Mistreat Her   | 1983  | —          | Uniquement en single          |
| Downtown Came Uptown    | 1983  | —          | My Eyes Keep Me in Trouble    |
| The Grind               | 1984  | —          | Bad Reputation                |
| Blood Money             | 1985  | —          | The Best of David Wilcox      |
| Breakfast at the Circus | 1987  | 84         | Breakfast at the Circus       |
| Layin' Pipe             | 1987  | 62         | Breakfast at the Circus       |
| Between the Lines       | 1988  | 45         | Breakfast at the Circus       |
| The Natural Edge        | 1989  | 58         | The Natural Edge              |
| Our Town                | 1989  | —          | The Natural Edge              |
| Bless the World         | 1993  | 54         | The Collected Works 1977–1993 |
| Ecstasy                 | 1993  | —          | The Collected Works 1977–1993 |